# 滋賀県道52号栗見八日市線
滋賀県道52号栗見八日市線（しがけんどう52ごう くりみようかいちせん）は、滋賀県東近江市を通る県道（主要地方道）である。

## 概要
滋賀県東近江市栗見出在家を起点に東近江市建部日吉町に至る。
東近江市北西部の旧能登川町・五個荘町・八日市市を横断する県道である。簗瀬北交点から奥交点までは愛知川左岸に沿う。旧八日市市内の区間は、大凧通りという愛称が付けられている。
東海道本線（琵琶湖線）と交差する部分は「西垣見ずい道」によって潜り抜ける。しかし、この隧道は狭隘であったため、現在よりも能登川駅寄りに新たな隧道の建設が進められ、2022年2月1日に開通した。従来の隧道は自転車・歩行者専用の道路として活用されている。

### 路線データ
- 起点：東近江市栗見出在家
- 終点：東近江市建部日吉町（滋賀県道13号彦根八日市甲西線交点）

## 歴史
- 1958年（昭和33年）7月26日に認定された。認定当初の路線番号は「191」[3]。
- 1972年（昭和47年）3月21日に滋賀県道13号彦根八日市甲西線の認定に伴い、終点が同県道との交点に移された。
- 1993年（平成5年）5月11日 - 建設省から、県道栗見八日市線が栗見八日市線として主要地方道に指定される[4]。
- 1994年（平成6年）4月1日に現在の路線番号となる[5]。

## 路線状況

### 重複区間
- 滋賀県道25号彦根近江八幡線（栗見出在家町・粟見新田北交差点 - 栗見出在家交差点）
- 国道8号（東近江市五個荘簗瀬町・簗瀬交差点 - 簗瀬北交差点）

## 地理

### 通過する自治体
- 東近江市

### 交差する道路

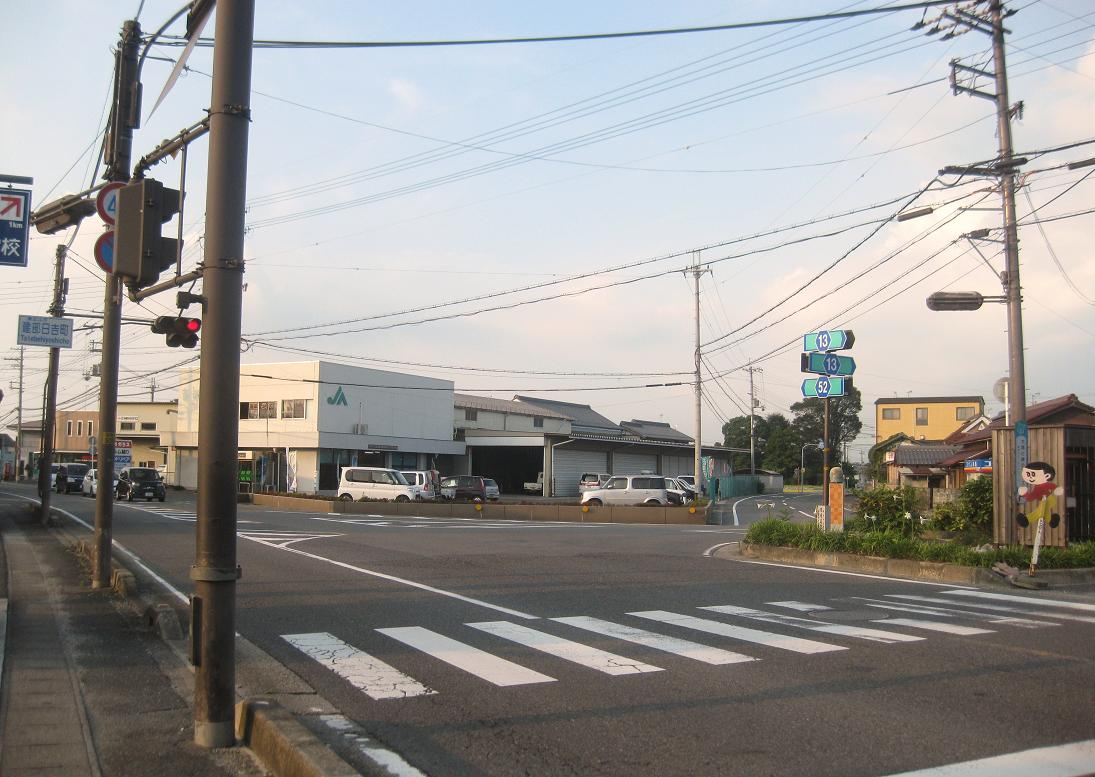
滋賀県道13号交点

- 滋賀県道25号彦根近江八幡線 湖岸道路（=さざなみ街道）（東近江市栗見出在家町）
- 滋賀県道25号彦根近江八幡線 湖岸道路（=さざなみ街道）（東近江市栗見出在家町）
- 滋賀県道192号福堂今線（東近江市福堂町）
- 滋賀県道600号近江八幡安土能登川自転車道線（びわ湖よし笛ロード）
- 滋賀県道194号柳川能登川線（東近江市躰光寺町）
- 滋賀県道2号大津能登川長浜線 彦根道（=朝鮮人街道）（東近江市躰光寺町）
- 滋賀県道202号佐生五個荘線（東近江市佐生町）
- 滋賀県道203号佐生今線（東近江市佐生町）
- 国道8号（東近江市五個荘簗瀬町）
- 国道8号・滋賀県道553号今簗瀬線（東近江市五個荘簗瀬町）
- 滋賀県道328号五個荘八日市線（東近江市五個荘奥町）
- 滋賀県道209号八日市五個荘線（東近江市建部日吉町）
- 東近江市道外環状線
- 滋賀県道13号彦根八日市甲西線 大凧通り（東近江市建部日吉町、終点）

### 沿線にある施設など
- 東近江市立能登川北小学校
- NTT西日本 彦根支店能登川北別館
- 東近江市立第二幼稚園
- 市民テニスコート、市民体育館
- フレンドマート 能登川店
- 関西みらい銀行 能登川支店
- 西日本旅客鉄道（JR西日本）琵琶湖線 能登川駅
- 東近江市立能登川南小学校
- 湖東信用金庫 能登川支店
- 東近江市立能登川中学校
- 東近江市役所 能登川支所
- 能登川郵便局
- 滋賀銀行 能登川支店
- 近江鉄道本線 五箇荘駅
- シャディ 中央物流センター
- 奥村神社
- 五個荘奥運動公園
- 東近江市立建部幼稚園